# Чалмалинский сельсовет
Чалмалинский сельсовет — муниципальное образование в Шаранском районе Башкортостана.
Согласно Закону о границах, статусе и административных центрах муниципальных образований в Республике Башкортостан имеет статус сельского поселения.

## География
Чалмалинский сельсовет граничит с Базгиевским, Дюртюлинским и Шаранским сельсоветами Шаранского района и Тюменякским сельсоветом Туймазинского района.

## Население
| 2002  | 2009  | 2010  | 2012  | 2013  | 2014  | 2015  |
| ----- | ----- | ----- | ----- | ----- | ----- | ----- |
| 1577  | ↘1549 | ↘1423 | ↘1397 | ↘1389 | ↘1365 | ↘1319 |
| 2016  | 2017  | 2018  |       |       |       |       |
| ↘1312 | ↘1305 | ↗1320 |       |       |       |       |

## Состав
В состав сельсовета входят 4 населённых пункта:
- с. Дюрменево,
- д. Тан,
- с. Чалмалы,
- с. Юмадыбаш.